# Indukční vařič

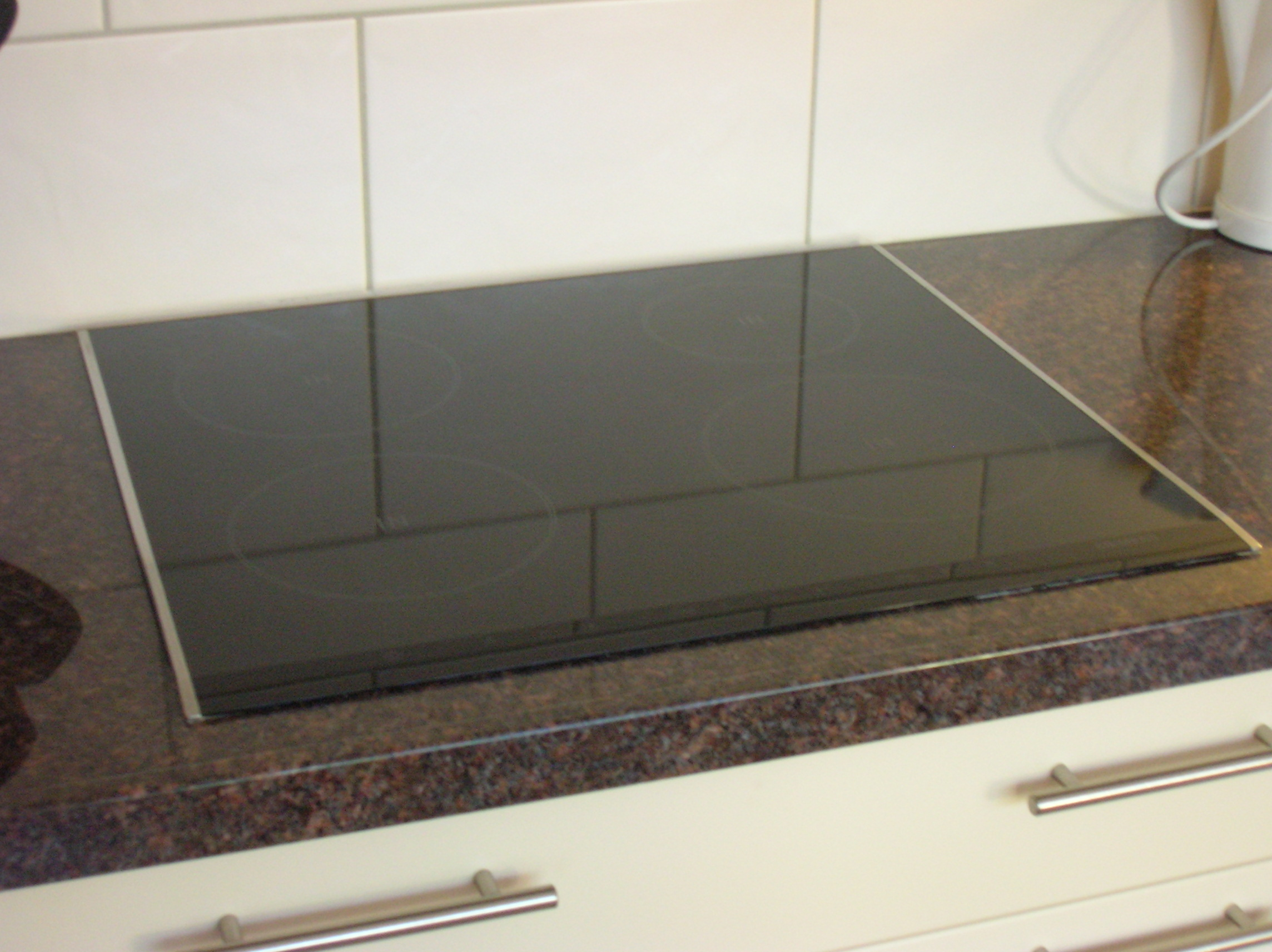
Indukční vařič (pohled shora)

Indukční vařič je elektrotechnické zařízení, které využívá principu indukčního ohřevu materiálu pro vaření.

## Princip

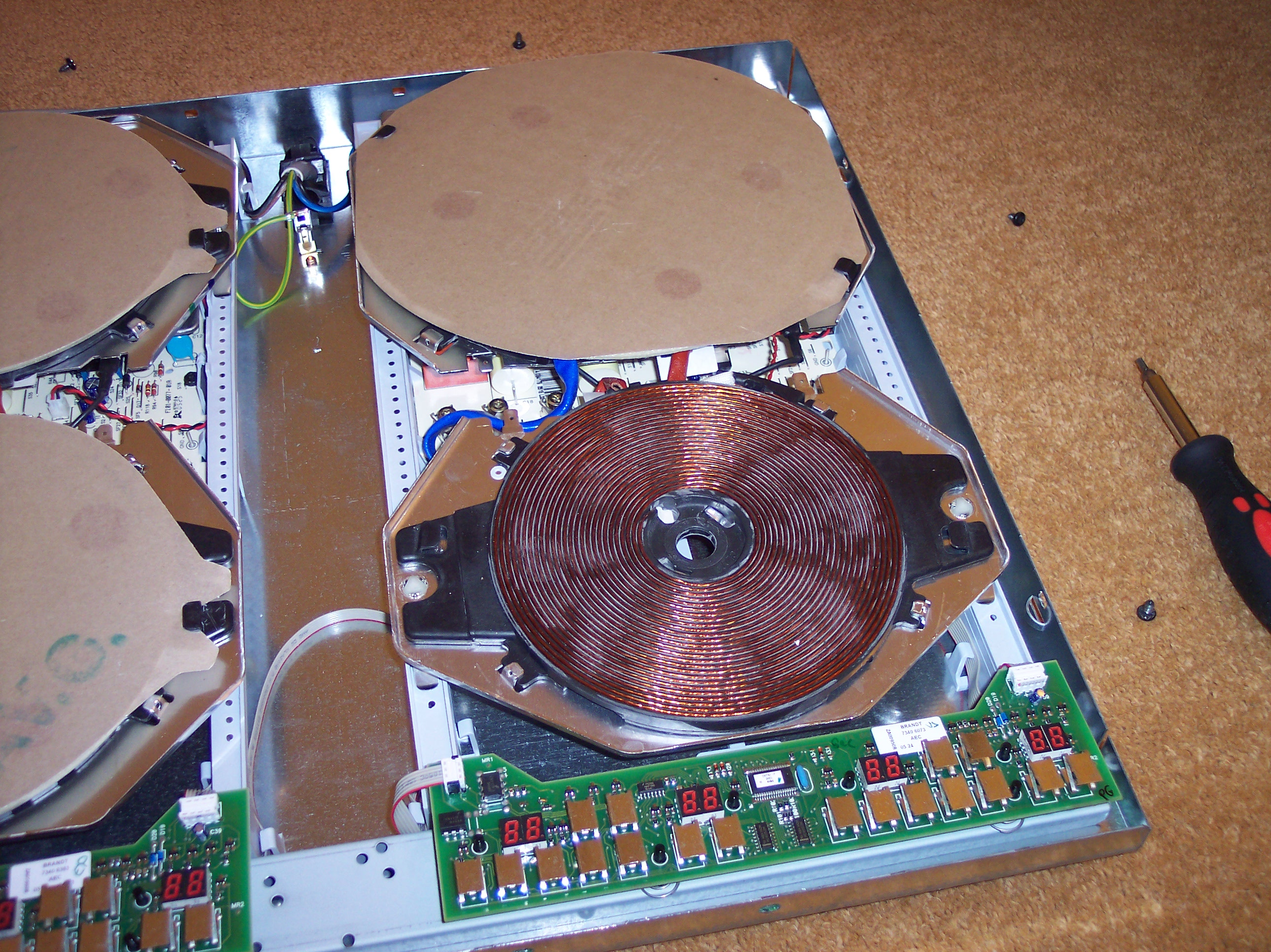
Indukční vařič zevnitř

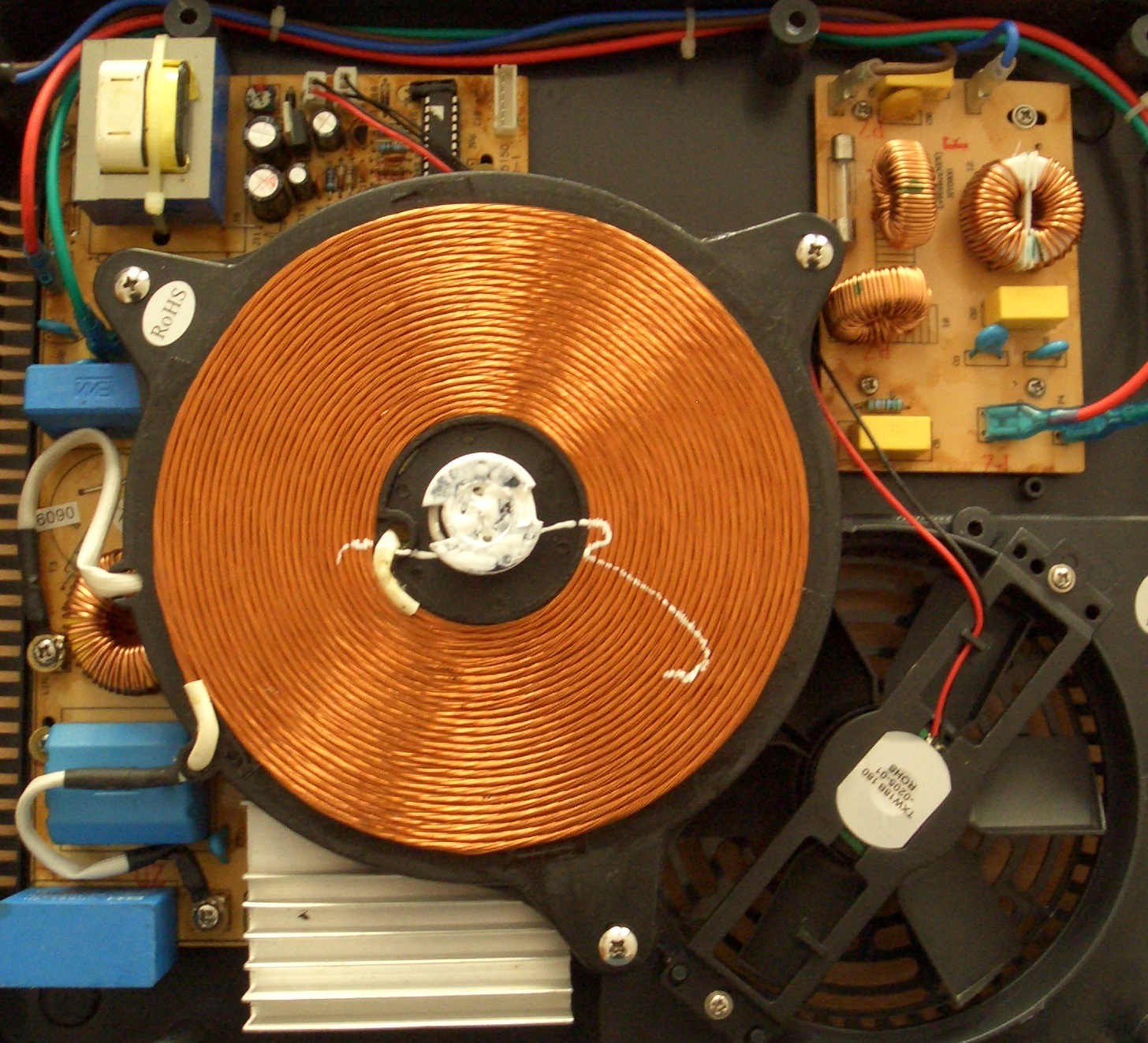
Pohled zevnitř

Plotýnka (varná zóna) vařiče obsahuje cívku, která je napájena velkým střídavým elektrickým proudem. Cívka je z měděného drátu, což je velmi dobrý elektrický vodič a nedochází v něm k velkým ztrátám. V cívce vzniká magnetické pole, které vytváří teplo dvěma různými způsoby:
1. Působením magnetického pole na elektricky vodivý prstenec ve dnu nádoby, tvořící jeden závit nakrátko, se v nádobě indukují vířivé proudy, které se díky elektrickému odporu prstence v nádobě mění na teplo.
2. Menší část tepla lze také získat ze ztrát způsobených hysterezí feromagnetického materiálu nádoby při jeho magnetizaci. Vzniká tak ale méně než 10 % celkového tepla.[1]

Od ohřáté nádoby se později ohřeje i její obsah.
Cívka generující indukční tok má mnoho závitů, kdežto spodek hrnce je v podstatě jediný zkratovaný závit. Soustava cívka-hrnec funguje jako transformátor, který sníží napětí a zvýší proud procházející materiálem hrnce. Ostatně celý přenos elektrické energie z cívky do elektricky vodivé nádoby a vznik tepla je podobný nežádoucím ztrátám v transformátoru.
Většina indukčních vařičů používaných v praxi je navržena pro nádobí z feromagnetického materiálu. Principiálně je možné zkonstruovat indukční vařič fungující s jakýmkoli elektricky vodivým a dokonce i nemagnetickým (například hliníkovým či měděným) nádobím. Ocel a železo ale mají mnohem vyšší permeabilitu. Vysoká permeabilita materiálu nádoby v kombinaci s frekvencí, kterou jsou napájeny cívky, umožňují nastavit hloubku vniku magnetického pole do dna nádoby. Uplatňuje se zde takzvaný skin efekt. Vířivé proudy se mohou ve feromagnetickém materiálu nádoby uzavírat a díky vysokému elektrickému odporu železa (vyšší odpor je v tomto případě výhodný) materiál hrnce zahřívají. Indukční vařič nemůže fungovat s elektricky nevodivým nádobím (např. sklo nebo keramika).
Indukční sporáky jsou rychlejší a energeticky efektivnější než tradiční elektrické sporáky, navíc umožňují přesnou regulaci výkonu plotýnky podobně jako plynové vařiče. Pro povrch vařiče bývá použit materiál se špatnou tepelnou vodivostí. Na rozdíl od tradičních sporáků, je ohřívána přímo nádoba (nikoliv okolí), což snižuje možnost popálení. Nejvyšší teplotu při indukčním vaření má obvykle nádoba, nikoliv rozžhavená plotýnka jako u elektrického ohřevu nebo plamen plynového hořáku.
Díky tomu, že teplo je generováno indukovaným elektrickým proudem, může vařič rozpoznat, že nádoba byla odstraněna nebo její obsah vyvřel, neboť taková událost se projeví změnou proudu a napětí cívky vařiče. Střed indukční cívky obsahuje teplotní čidlo, spojené prostřednictvím  teplovodivé pasty se sklokeramickým povrchem vařiče, a tak je možné realizovat funkce, jako udržování teploty varu a automatické vypnutí při odstranění nádoby.

## Výhody

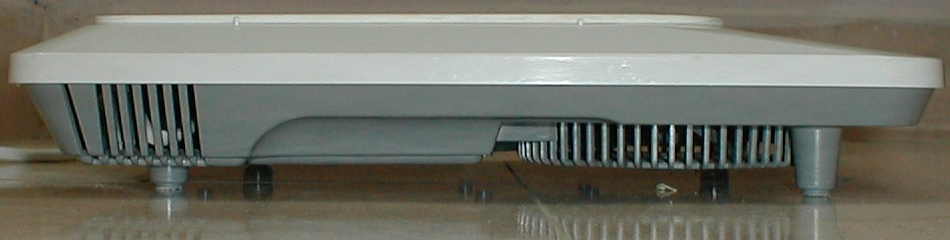
Pohled na indukční vařič ze strany

Indukční ohřev poskytuje řadu výhod ve srovnání s ohřevem plynem či vařiči s odporovou spirálou. Mezi výhody lze zařadit velmi rychlý ohřev, lepší účinnost přenosu tepla, rovnoměrnost ohřevu a lepší kontrolu ohřevu. V situacích, kdy není možné použít standardního ohřevu, je indukční ohřev naprosto ideální, neboť sám o sobě negeneruje vůbec žádné teplo.
Doba, za kterou je možné uvést hrnec vody do varu, je závislá na výkonu vařiče a množství vody. Indukční vařič o příkonu 3600 wattů uvede hrnec vody do varu během tří minut, kdežto vařič o příkonu 1200 W bude na stejné množství vody potřebovat devět minut. Výkonnost indukčního vařiče se projeví například při smažení na tenké pánvi. Na této se několik lžiček oleje ohřeje na smažící teplotu za pouhých deset sekund.
Indukční vařiče se také mnohem snadněji čistí, neboť jejich povrch je plochý a hladký nezávisle na tom, kolik indukčních zón je do něj vestavěno. Navíc jídlo se na povrchu vařiče nepřipaluje, neboť jeho povrch je téměř studený.

## Nevýhody
Indukční vařiče mají také své nevýhody. Jedna z největších nevýhod je nutnost použití nádobí vyrobeného z elektricky vodivých materiálů. Přitom nádobí vyrobené z mědi či hliníkových slitin má mnohem lepší tepelné vlastnosti než nádobí vyrobené z oceli. Díky lepší tepelné vodivosti dochází k lepší a rovnoměrnější distribuci tepla. Také nádoby vyrobené z nerezavějící oceli nemusejí být vždy vhodné. Často se doporučuje použití nádob se sendvičovým dnem. Ty mají dno tvořené vrstvami nerezové oceli, mezi které je vložena deska z běžné, feromagnetické oceli.
Indukční vařiče fungují nejlépe s nádobím s plochým dnem. Pánve s kulatým dnem (wok) nebudou fungovat správně na plochém vařiči. Proto už se vyrábí indukční vařiče s prohlubní pro wok pánve.
Pro lidi se srdečními stimulátory a defibrilátory může indukční vařič znamenat nebezpečí - velké indukční proudy mohou ohrozit jakoukoliv elektroniku.
Existuje riziko ohřátí různých kovových řetízků, náramků či prstenů.
Indukční vařiče jsou dražší než standardní vařiče s odporovou spirálou.
Indukční vařiče jsou hlučné. Hluk vzniká vinou ventilátoru chladícího elektroniku a dále pak brněním cívky.

## Ekonomika provozu a dopady na životní prostředí
Podle amerického Úřadu pro energii je účinnost přenosu energie u indukčního ohřevu 90 %. U neindukčního ohřevu s plochým povrchem je účinnost přenosu 71 %. To znamená přibližně 20 % úsporu energie pro stejné množství přenesené energie.
Pro vyhodnocení dopadů na životní prostředí je třeba uvážit celý cyklus, který začíná již výrobou elektrické energie. Pokud se vezme v úvahu celková účinnost počínaje výrobou elektrické energie, jejího přenosu a finálně její přeměny na teplo tak účinnost indukčního vařiče je srovnatelná s vařením na plynu. Účinnost výroby elektrické energie vyrobené z plynu či uhlí se pohybuje kolem 33 % (v současné době se takto vyrábí kolem 80 % elektrické energie). Ztráty během přenosu energie se pohybují kolem 5 %, což dává celkovou účinnost kolem 28 % (patrně chyba při 5 % ztráty el. energie se musí vztahovat jen k těm 33 %, co jdou do distribuční soustavy). Vaření na plynovém vařiči má účinnost kolem 33 % a ztráty přenosu tepla do jídla se pohybují kolem 6 %, což dává celkovou účinnost 27,9 %.
| Technologie                     | Účinnost   | Čas potřebný k ohřátí 1,9 litru vody | Energie potřebná k přivedení 2 litrů vody do varu (z 20 °C) |
| ------------------------------- | ---------- | ------------------------------------ | ----------------------------------------------------------- |
| Indukční vařič                  | 83 až 90 % | 4 minuty 46 sekund                   | 745 kJ                                                      |
| Infra vařič                     | 60 %       | 9 minut 0 sekund                     | 1120 kJ                                                     |
| Topná spirála či litinový vařič | 45 %       | 8 minut 0 sekund                     | 1490 kJ                                                     |
| Plyn                            | 55 %       | 6 minut 2 sekund                     | 1220 kJ                                                     |

V tabulce je brána v úvahu pouze účinnost samotného vařiče. Nebere se v úvahu účinnost výroby a přenosu distribuční soustavy plynu a elektřiny. Ještě by se v úvahu měla brát opravitelnost. Poškozená klasická sklokeramická deska lze většinou jednoduše opravit za přijatelnou cenu, kdežto u indukční desky jsou náklady na opravu mnohem vyšší. Nerentabilní oprava tedy odsoudí indukční desku k likvidaci.

## Běžné použití
Většina indukčních vařičů se používá jako vestavné do kuchyňské linky nebo jako přenosný vařič. V tomto provedení je cívka (elektromagnet) zalita pod povrchem sklo-keramické desky, jež se dá snadno vyčistit. V Japonsku se indukční ohřev hojně používá v hrncích na přípravu rýže.
K dispozici jsou levnější jednoplotýnkové (jednozónové) vařiče především od asijských výrobců. Tyto jednozónové vařiče jsou velmi populární díky hustě obydleným městům, kde je životní prostor velmi omezen. Tyto jedno- a dvouplotnové vařiče často disponují regulací podle teploty nebo výkonu, mají programy pro přípravu několika běžných jídel a časovače pro vypnutí plotýnek.